# Feliks Pogorzelski
Feliks Pogorzelski (ur. 5 października 1894 w Pogorzelu, zm. 13 lub 14 kwietnia 1940 w Katyniu) – polski inżynier chemik, kapitan rezerwy uzbrojenia Wojska Polskiego, kawaler Krzyża Walecznych, ofiara zbrodni katyńskiej.

## Życiorys
W latach 1910–1915 był uczniem Wileńskiej Szkoły Chemiczno-Technicznej, po której ukończeniu podjął naukę w Charkowskim Instytucie Technologicznym. Studia przerwał z powodu wcielenia 6 kwietnia 1916 do armii. Początkowo służył w stacji szkolnej w Charkowie, następnie w odbył szkolenie w Szkole Wojskowej w Czuhujiwie. 1 października 1916 został chorążym ze starszeństwem od 1 maja i znalazł się w 164 Pułku Piechoty, w którym służył do 19 listopada 1917, a następnie – do 22 czerwca 1918 – w I Korpusie Polskim w Rosji (m.in. w Legii Rycerskiej i 1 Pułku Inżynieryjnym), po czym został zdemobilizowany, jednak 11 listopada tego samego roku wstąpił do Wojska Polskiego. Początkowo służył w Legii Akademickiej, jeszcze w tym samym roku przeniesiony do batalionu garnizonowego. 9 stycznia 1919 został wcielony do 1 Batalionu Strzelców, wyruszając na front galicyjski, na którym uczestniczył w siedmiu bitwach, m.in. jako członek 6 Pułku Strzelców. Uczestniczył w obronie Bełza (w tym czasie został członkiem 36 Pułku Piechoty Legii Akademickiej) oraz dwóch ofensywach galicyjskich.
Od 9 września do 15 października 1920 uczestniczył w wojnie polsko-bolszewickiej (głównie na froncie północno-wschodnim, krótko we wrześniu 1920 także na południowym), w bitwie pod Szpakowszczyzną został ranny. Od 21 września 1919 dowodził 8 Kompanią, a od 1 listopada 5 Kompanią 36 pp. Z dniem 1 grudnia 1919 został mianowany porucznikiem piechoty. 21 grudnia 1920 został zatwierdzony w stopniu porucznika piechoty w grupie oficerów „byłych Korpusów Wschodnich i armii rosyjskiej”. 5 stycznia 1921 otrzymał bezterminowy urlop w związku z podjęciem studiów. Znajdował się w następnych latach w stopniu porucznika rezerwy ze starszeństwem z dniem 1 czerwca 1919 i 3479 lokatą w korpusie oficerów piechoty. W 1930 został przeniesiony z korpusu oficerów piechoty do korpusu oficerów uzbrojenia i otrzymał przydział do 7 Oddziału Służby Uzbrojenia, podlegał wówczas pod PKU Gniezno. Z dniem 2 stycznia 1932 i 1 lokatą został awansowany do stopnia kapitana rezerwy uzbrojenia.
W 1926 uzyskał dyplom inżyniera chemika na Politechnice Warszawskiej, w międzyczasie pracując w ramach praktyk. Od kwietnia 1926 pracował w cukrowni w Gnieźnie, a 1 lipca 1939 został wicedyrektorem cukrowni w Żninie.
28 sierpnia 1939 został powołany jako rezerwista do wojska. Po agresji ZSRR na Polskę 17 września 1939 został wzięty do niewoli. Według stanu z kwietnia 1940 był jeńcem obozu w Kozielsku. Między 11 a 12 kwietnia 1940 przekazany do dyspozycji naczelnika smoleńskiego obwodu NKWD – lista wywózkowa 022/2 poz 58, nr akt 2312 z 9 kwietnia 1940. Został zamordowany między 13 a 14 kwietnia 1940 przez NKWD w lesie katyńskim. Podczas ekshumacji prowadzonej przez Niemców w 1943 wpis w księdze czynności pod datą 8 maja 1943. Figuruje liście AM-206-1448 jako nierozpoznany kapitan i Komisji Technicznej PCK GARF-49-01448 – jako nierozpoznany porucznik. Przy szczątkach w mundurze kapitana znaleziono wizytówki, dwa rozkazy wymarszu i listy z nadawcą J. Pogorzelski, Zein (Żnin) cukrownia.
Znajduje się na liście ofiar opublikowanej w „Gońcu Krakowskim” nr 116 i „Nowym Kurierze Warszawskim” nr 127. W 1943 i 1946 żona poszukiwała informacji przez Biuro Informacji i Badań PCK w Warszawie. W 1954 Sąd Powiatowy w Toruniu uznał go za zmarłego z dniem 31 grudnia 1946.
Wiosną 1943 Komisja Techniczna Polskiego Czerwonego Krzyża ekshumowała zwłoki ze zbiorowego dołu i pochowała w bratniej mogile. Pochowany na Polskim Cmentarzu Wojennym w Katyniu, symboliczny grób znajduje się na Centralnym Cmentarzu Komunalnym w Toruniu.

## Życie prywatne
Syn Konstantego i Władysławy z Wrzosków. Od 1933 żonaty z Jadwigą z domu Arendt (1898–1988, polonistka), miał córki: Annę Mordarską (1934–2018, stomatolog), Ewę Pogorzelską (1936–2011, polonistka, działaczka toruńskiej „Solidarności”) i Marię Kucharską (ur. 1939, pielęgniarka i pedagog).

## Upamiętnienie
- Minister obrony narodowej Aleksander Szczygło decyzją Nr 439/MON z 5 października 2007 awansował go pośmiertnie na stopnień majora. Awans zostały ogłoszone 9 listopada 2007, w Warszawie, w trakcie uroczystości „Katyń Pamiętamy – Uczcijmy Pamięć Bohaterów”
- Krzyż Kampanii Wrześniowej – zbiorowe, pośmiertne odznaczenie pamiątkowe wszystkich ofiar zbrodni katyńskiej (1 stycznia 1986)

## Odznaczenia
- Krzyż Walecznych czterokrotnie[20] (w 1921 trzykrotnie –  ponadto w 1922)
- Medal Niepodległości – 16 marca 1937 „za pracę w dziele odzyskania niepodległości”[21][22][23]
- Odznaka „Chrobrej Załodze”
- Odznaka pamiątkowa „Orlęta”
- Krzyż Wschodni